# Trigonophorus gracilipes
Trigonophorus gracilipes – gatunek chrząszcza z rodziny poświętnikowatych, podrodziny kruszczycowatych i plemienia Goliathini.
Gatunek ten został opisany w 1842 roku przez Johna Obadiah Westwooda.
Ciało długości od 26 do 38 mm i szerokości 16,5 mm, umiarkowanie szerokie i wklęsłe, niezbyt błyszczące, nieco opalizująco groszkowozielone, niekiedy z ogniścieczerwonymi przebłyskami, z goleniami matowo czerwonymi, a stopami czarnymi. Wyrostek nadustka prosty, niesmukły, nierozszerzony. Głowa gęsto granulowana, a przedplecze skórzaste i po bokach punktowane. U samców tylny wyrostek (róg) głowy trójkątny, u samic długi, umiarkowanie rozszerzony, nieco z przodu obrzeżony. Punktowanie pokryw silne, miejscami tworzące niekompletne rzędy. Pygidium nieco pomarszczone. Śródpiersie o wąskim i zakrzywionym wyrostku.
Chrząszcz podawany z indyjskich stanów Asam i Sikkim oraz z Nepalu.